# Mečislovas Treinys
Mečislovas Treinys (*  1. Oktober 1941 in Asmalai, Rajongemeinde Utena; † 18. Juli 2008) war ein litauischer Politiker.

## Leben
Von 1948 bis 1952 lernte er in Liepiniškės bei Utena und von 1952 bis 1955 in Kuktiškės. Von 1955 bis 1959 absolvierte er die Buchhaltung im Technikum der Landwirtschaft Klaipėda. Von 1960 bis 1965 studierte er Wirtschaft an der Lietuvos žemės ūkio akademija in Kaunas und von 1967 bis 1970 in der Aspirantur. 1971 promovierte er. Ab 1970 lehrte er an der LŽŪA und war von 1989 bis 1990 Prorektor, ab 1990 Professor. Von 1990 bis 1996 war er Mitglied im Seimas.
Ab 1976 war er Mitglied der KPdSU.
Sein Grab befindet sich im Friedhof Petrašiūnai.

## Auszeichnungen
- 2002: Gediminas-Orden, Riterio kryžius